# A Bluegrass Romance
A Bluegrass Romance è un cortometraggio muto del 1913 diretto da Charles Giblyn.

## Produzione
Il film fu prodotto dalla Broncho Film Company.

## Distribuzione
Distribuito dalla Mutual Film, il film - un cortometraggio in una bobina - uscì nelle sale cinematografiche statunitensi il 15 gennaio 1913.